# Джели Бели
Компанията „Jelly Belly“ (произнася се „Джели бели“) е производител на бонбони и други сладки изделия. Централата се намира във Феърфийлд, Калифорния. Компанията е основана през 1898 г. Продуктите, сред които са бонбони, желирани мечета и шоколад, се разпространяват по целия свят. За „Jelly Belly“ работят 800 души.

## Продукти

### Бонбони

#### Официални 50 вкуса
- Сода
- Бира
- Боровинка
- Сини плодове
- Дъвка
- Пуканки с масло
- Пъпеш
- Капучино
- Карамелизирани пуканки
- Пикантно манго
- Шоколадов пудинг
- Канела
- Кокос
- Захарен памук
- Ананас
- Dr. Pepper
- Ванилия
- Червена и зелена ябълка
- Тропик
- Круша
- Киви
- Лимон
- Лайм
- Лакрица
- Манго
- Маргарита
- Плодово смути
- Портокалов шербет
- Праскова
- Слива
- Пиня колада
- Нар
- Малина
- Чийзкейк